# Cedar, Kansas
Cedar là một thành phố thuộc quận Smith, tiểu bang Kansas, Hoa Kỳ. Năm 2010, dân số của xã này là 14 người.

## Dân số
Dân số các năm:
- Năm 2000: 26 người
- Năm 2010: 14 người